# V-22 Osprey

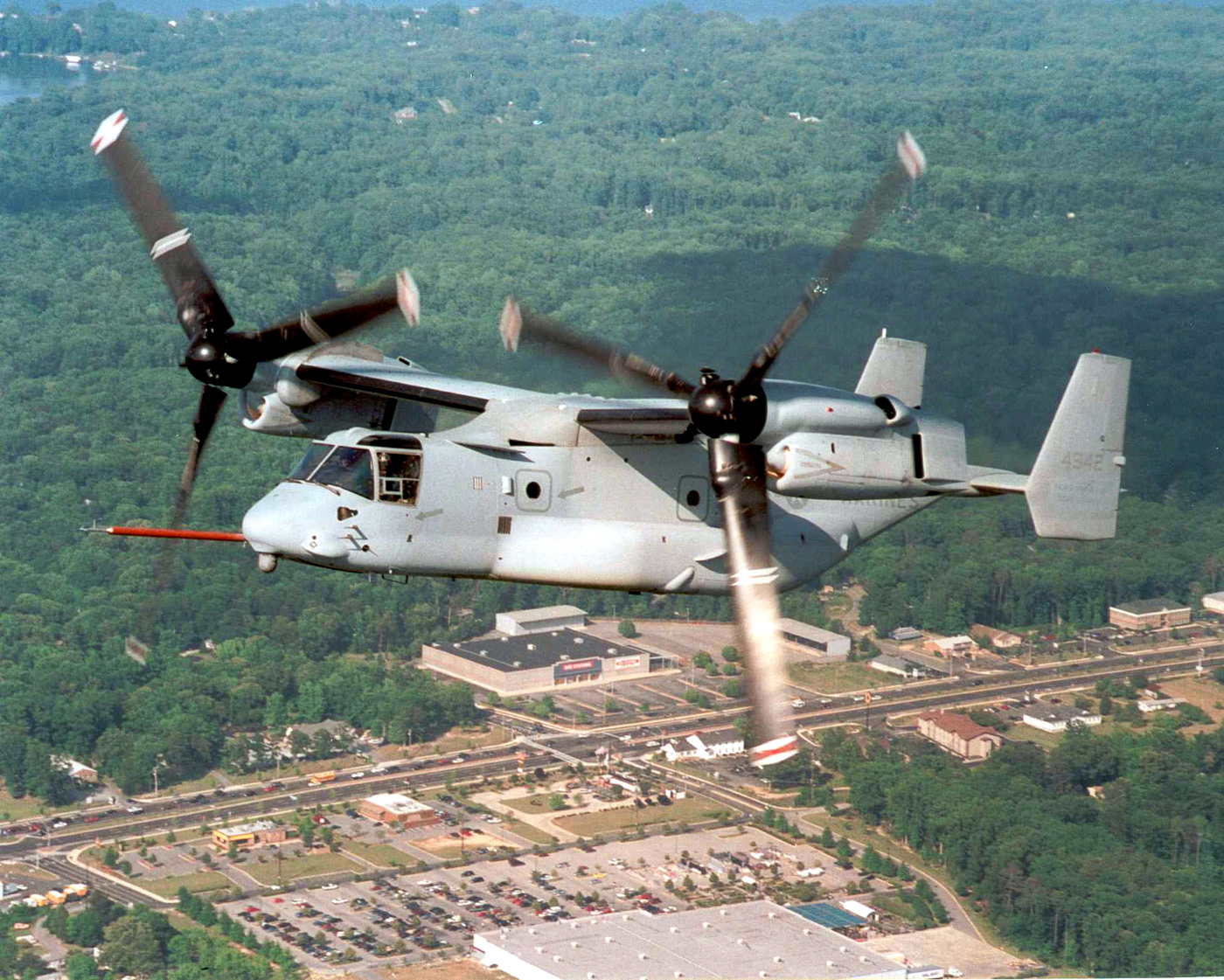
V-22 Osprey in horizontale vlucht

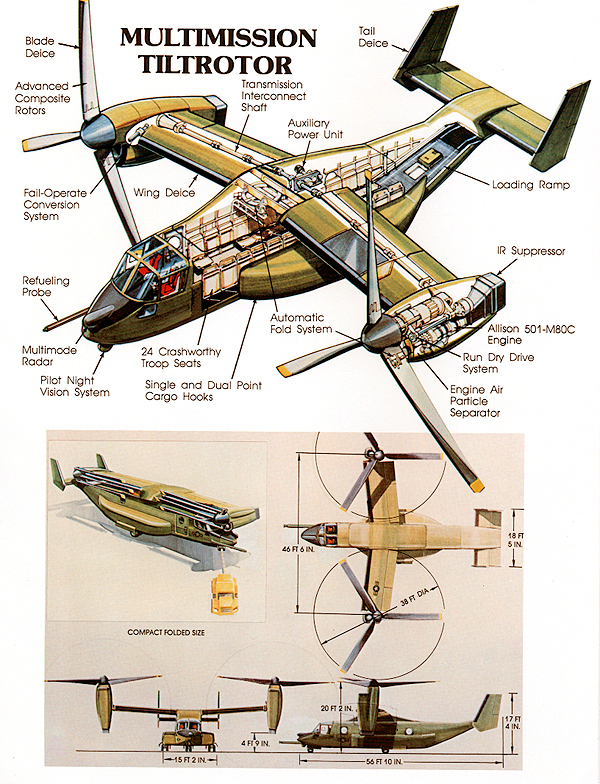
Opengewerkte tekening V-22 Osprey

De V-22 Osprey is het eerste toestel ter wereld dat onder het zogenaamde tiltrotorconcept werd ontwikkeld en in serie geproduceerd. Dit houdt in dat het verticale hefvermogen van een helikopter wordt gecombineerd met de hoge voorwaartse snelheid en tevens het grotere bereik van een normaal tweemotorig door turboprop aangedreven vliegtuig. De V-22 valt derhalve zowel onder de VTOL als STOL categorie van luchtvaartuigen. Het toestel is ontwikkeld door de firma's Bell en Boeing.
Sinds 1991 zijn er met de V-22 Osprey 13 ongevallen met een hull-loss (onherstelbare toestelschade) geweest, waarbij 46 doden waren te betreuren. Hierdoor en ook een aantal kleinere incidenten is rond de veiligheidsaspecten van het toestel een controverse ontstaan.

## Kenmerken

### Rotors
Kenmerken van het toestel zijn de dubbele staart, de korte brede vleugels met de motoren aan de tips en twee enorme driebladige rotors met een diameter van 11,6 meter die tevens als propellers dienstdoen. De V-22 Osprey is uitgerust met tiltrotors; dit zijn rotors die in horizontale of verticale positie gedraaid kunnen worden en die zijn gemonteerd op elke vleugeltip. Het toestel opereert bij het opstijgen en landen meestal als helikopter. Het kan als een vliegtuig horizontaal landen door de rotors tot 45° te draaien. Wanneer de Osprey in de lucht is draaien de rotors echter binnen 12 seconden 90° vanuit de verticale naar de horizontale positie, waarmee de V-22 Osprey in een efficiënt, snel, door turboprop aangedreven vliegtuig verandert.

### Motoren
De V-22 Osprey is uitgerust met twee Rolls-Royce AE1107C Liberty-turboshaftmotoren, gebouwd door Allison; deze genereren elk 4586 kW vermogen. Uit veiligheidsoogpunt is de aandrijving van beide motoren verbonden met een aandrijfas door de vleugel, zodat deze zowel samen als individueel de rotors van beide motoren kunnen aandrijven. Wanneer een motor uitvalt dan blijven beide rotors toch in beweging. 

### Fabrikanten
De V-22 Osprey wordt geproduceerd door een combinatie van Bell en Boeing. Het toestel wordt modulair in Philadelphia gebouwd en uiteindelijk in Amarillo geassembleerd. De ontwikkeling startte in 1986 en kostte in 1988 al US$ 30 miljard. De eerste testvlucht werd al in 1989 gemaakt en na een reeks technische fouten leek het er op dat het concept niet goed genoeg en bovendien te gevaarlijk was. De ontwikkeling werd echter geperfectioneerd en in 2005 begon men de toestellen op grote schaal te produceren.

### Operationeel gebruik
De inzetmogelijkheden van de V-22 Osprey zijn nergens mee te vergelijken. Alle aanvals- en transportmogelijkheden worden met dit toestel gekoppeld aan een grote voorwaartse snelheid en aan de mogelijkheid om ergens op de route of boven het doel stil te hangen en verticaal te kunnen dalen en stijgen. Door de hoge neerwaartse downwash van 150 km/u is het niet mogelijk om tijdens het stilhangen de zijdeur te gebruiken. Voor het oplieren van lading en het abseilen van personeel kan alleen de achterste laadklep worden gebruikt. Ook kan de zijdeur niet worden gebruikt om dekkingsvuur af te geven aangezien de motor dan in het schootsveld ligt. Bij een motorstoring is het door de lage inertie van de rotoren niet mogelijk om, zoals met een helikopter, een noodlanding te maken door middel van autorotatie. Bij voldoende hoogte is het wel mogelijk om met de V-22 een (steile) zweefvlucht te maken met een glijgetal van 4,5.
Met het concept zijn niet alleen de eisen die aan tactisch luchttransport worden gesteld, maar tevens de hierbij gehanteerde rules of engagement aanmerkelijk aangescherpt. Het toestel heeft tweemaal de snelheid, driemaal zoveel laadvermogen, een vijfmaal zo groot bereik en kan tweemaal de maximale hoogte bereiken van zijn voorgangers de Boeing CH-46 Sea Knight en de Sikorsky CH-53 Super Stallion die hij moet vervangen. De Osprey kan 24 manschappen met volledige gevechtsuitrusting of 9072 kg aan interne of 6804 kg aan externe lading vervoeren. De laadruimte kan worden ingericht voor het vervoer van negen gewonden met medisch personeel en uitrusting.
Om de V-22 Osprey in te schepen kan de vleugel rond de Z-as roteren en kunnen de rotors opgeklapt worden. Dit proces neemt tussen de 90 en 120 seconden in beslag.
De V-22 Osprey heeft een bereik van 793 km (428 zeemijl), uitgaande van 24 passagiers met bemanning, verticaal opstijgen en landen en 20 minuten 'verblijfstijd'. Bij een horizontale start neemt het bereik toe naar 972 km (525 zeemijl). De V-22 Osprey kan in de lucht worden bijgetankt waardoor het veel langer in de lucht kan blijven.

## Gebruikers

### Verenigde Staten

#### United States Marine Corps
Aan de USMC worden volgens de Amerikaanse begroting totaal 360 MV-22’s geleverd. Deze worden uitgerust voor amfibische missies, voor bewegingen vanaf een schip naar een doel aan land en voor langdurig optreden aan land.
De eerste USMC-toestellen werden begin 2007 operationeel; het eerste operationele squadron, VMM-263, werd in maart 2006 in New River, North Carolina opgericht. De gemiddelde squadronsterkte bestaat uit 15 Ospreys. De vliegers krijgen hun training bij VMMT-204.
De huidige USMC-gebruikers zijn;
- VMX-22, operationeel test- en evaluatiesquadron,
- VMM-162, operationeel squadron,
- VMM-204, trainingssquadron,
- VMM-263, operationeel squadron,
- VMM-266, operationeel squadron.

Vanaf 2010 worden meerdere nieuwe Osprey-squadrons permanent gehuisvest op MCAS Miramar in San Diego.

#### US Navy
Aan de US Navy worden 48 MV-22’s geleverd, ten behoeve van logistieke en search and rescue-doeleinden. Te verwachten was dat de eerste toestellen eind 2009 van de productielijn kwamen.

#### US Air Force
Aan het Air Force Special Operations Command (AFSOC) van de US Air Force werden 50 verbeterde CV-22-toestellen geleverd die op hun unieke missie worden uitgerust. De eerste operationele AFSOC-eenheid die in november 2006 met de Osprey werd uitgerust was het 8th Spec Ops Sqn van de 1st Special Operations Wing dat gestationeerd is op Hurlburt Field te Florida. De andere AFSOC-eenheid fungeert tevens als trainingssquadron en is het 71st Spec Ops Sqn op Kirtland AFB in New Mexico. Vanwege de extra eisen waaraan de AFSOC-variant van de CV-22 moet voldoen, werden de laatste toestellen pas in 2009 operationeel.

### Japan Ground Self Defence Force
Op 10 juli 2020 Heeft Bell Boeing de eerste V-22 overgedragen aan de Japan Ground Self Defence Force. Japan was de eerste exportklant van dit toestel.

## Fotogalerij

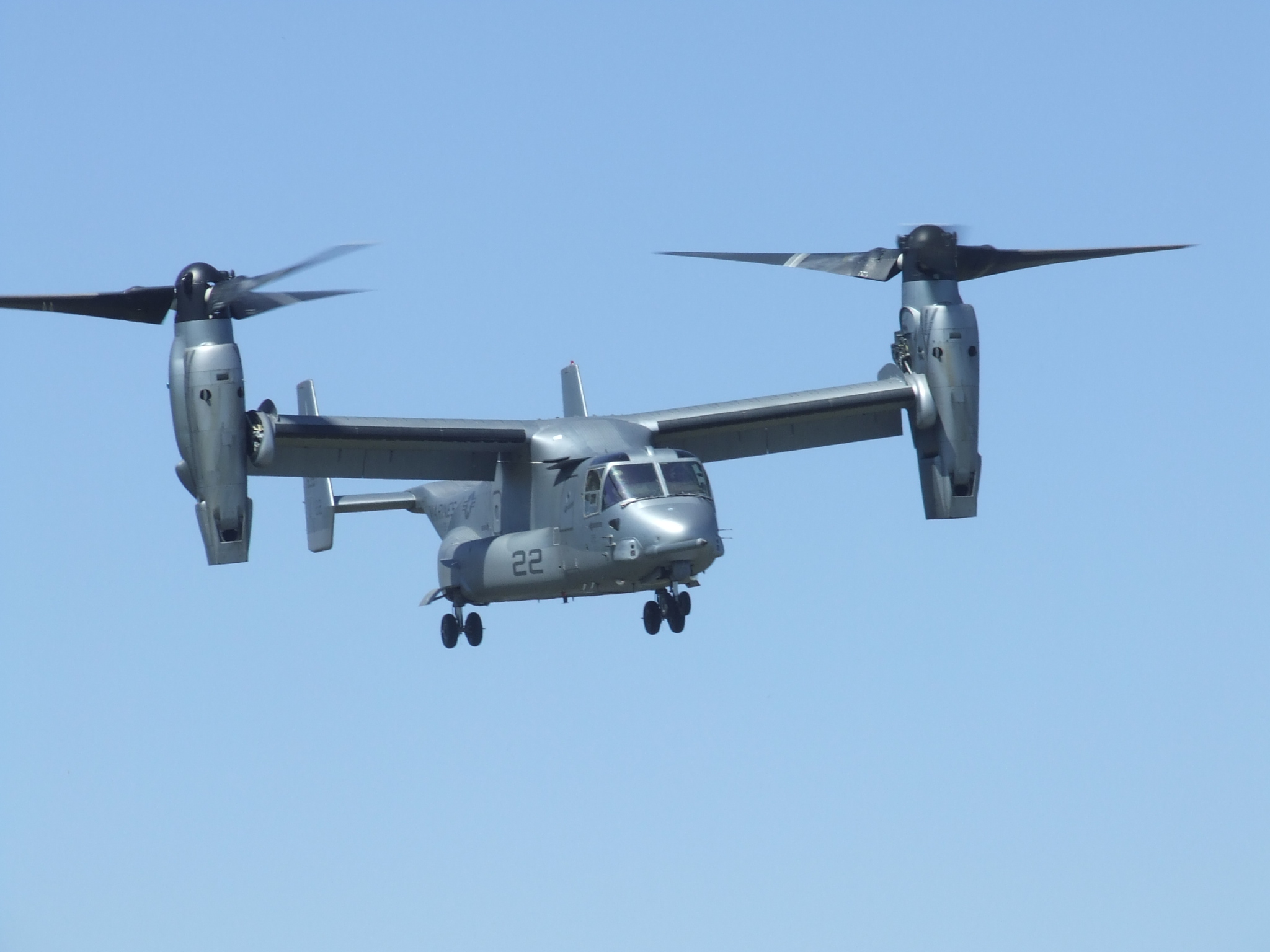
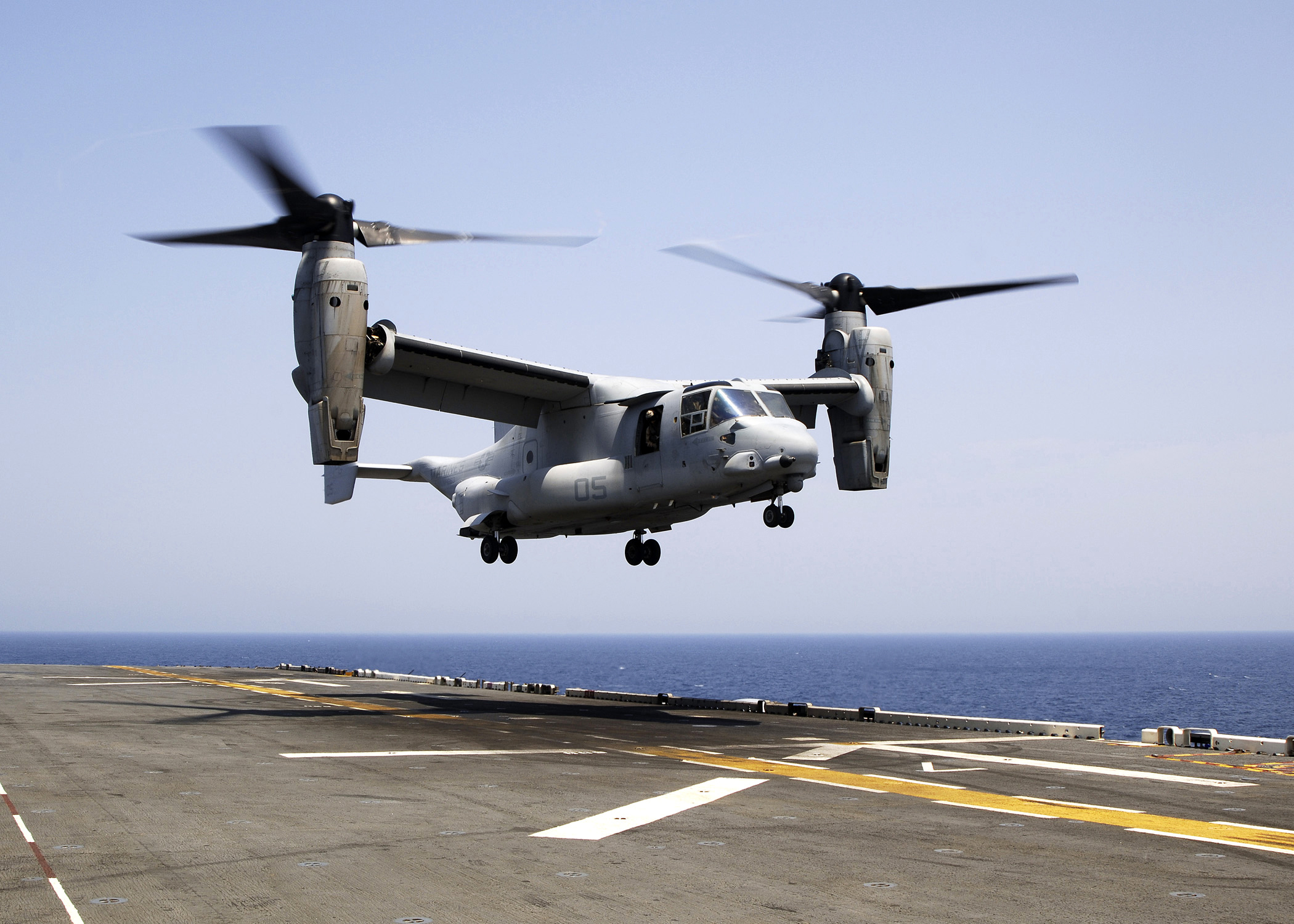
Boven vliegdekschip
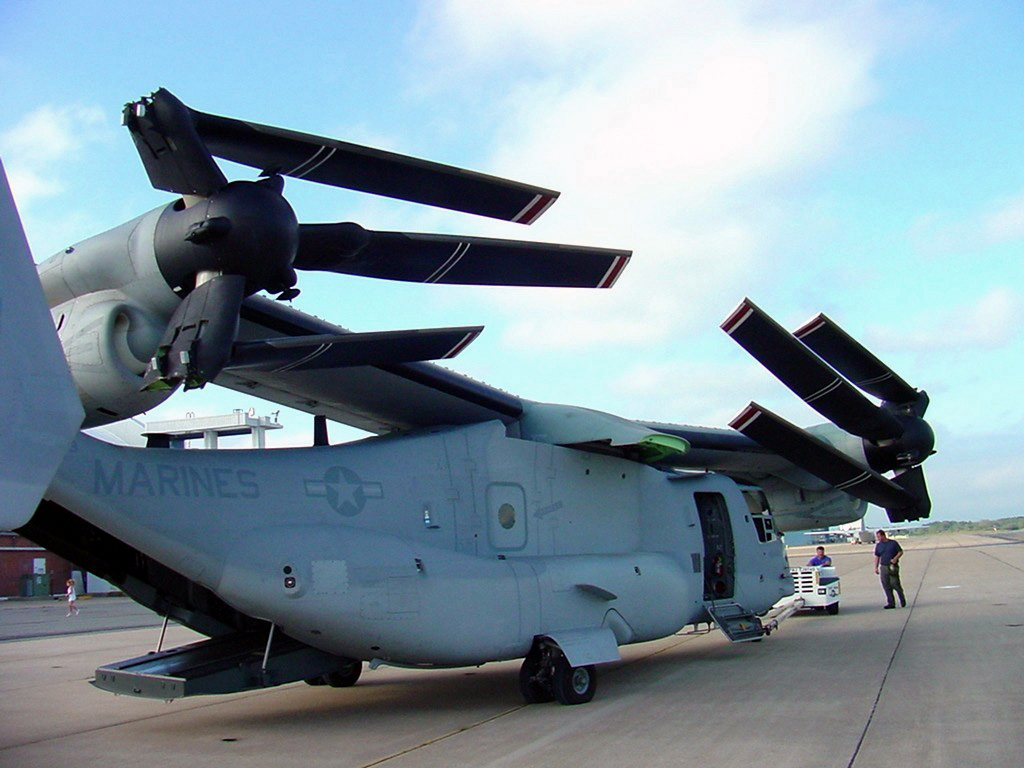
Met weggedraaide vleugel en rotors gereed voor inscheping
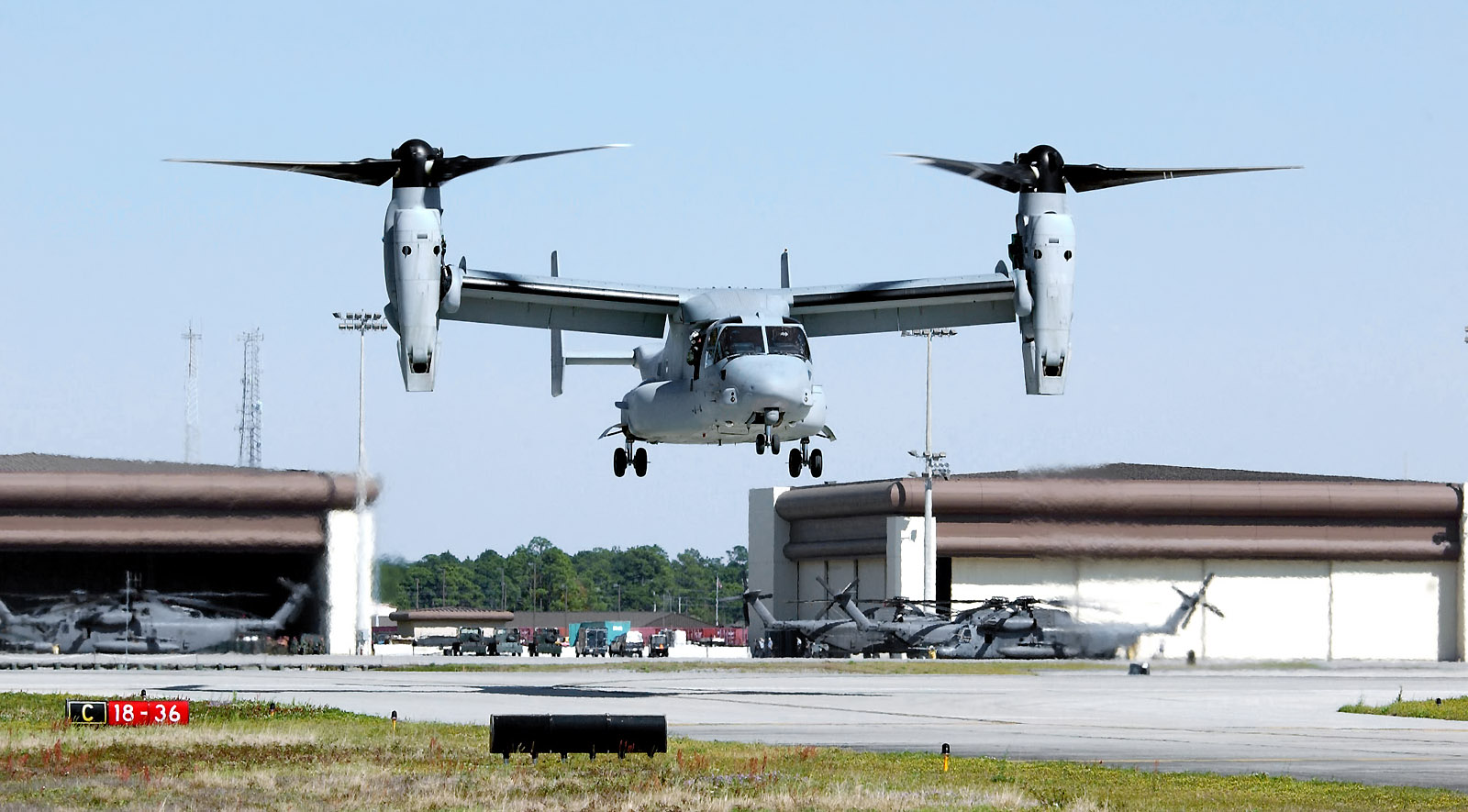
Verticale landing
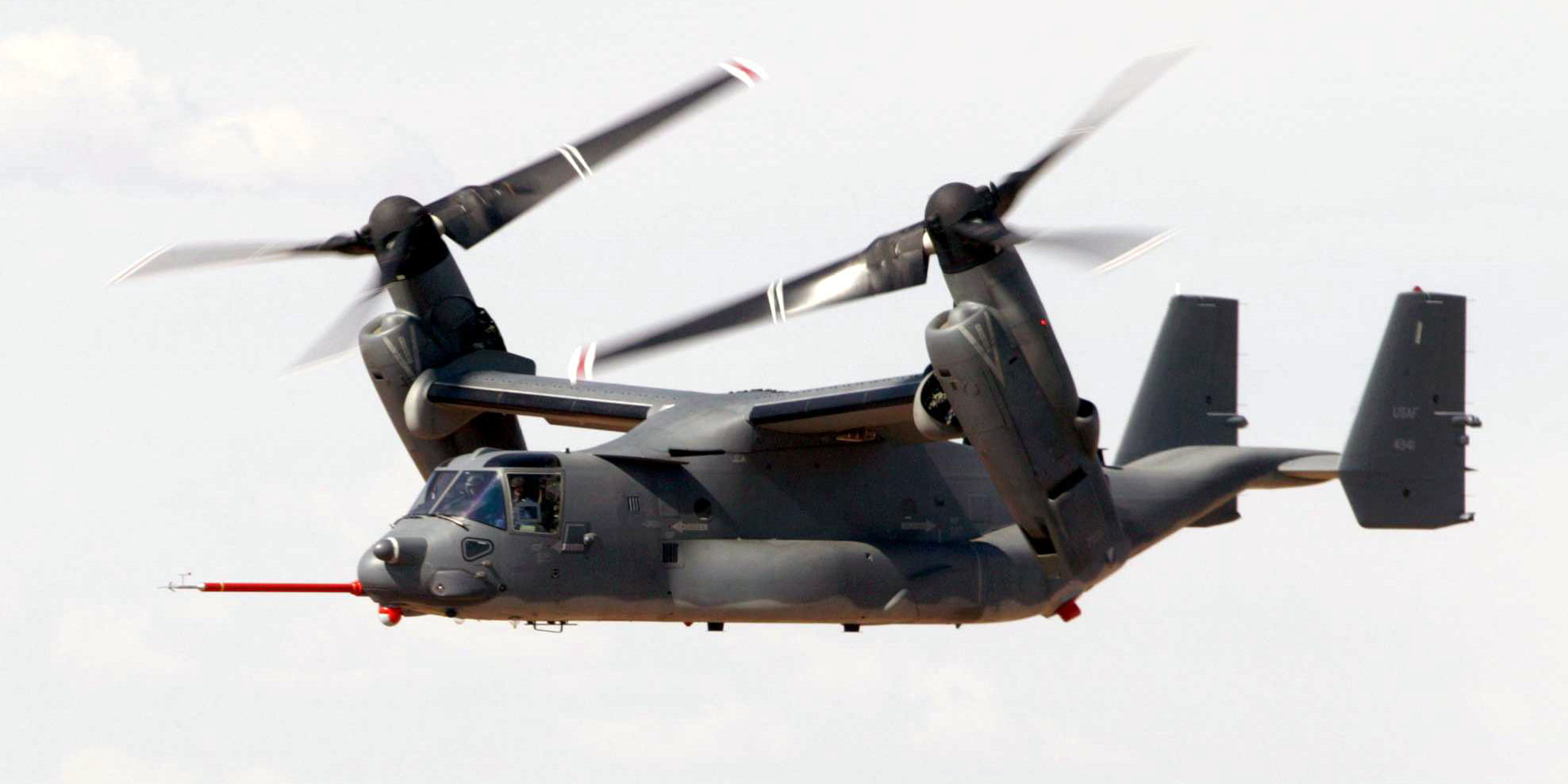
Horizontale landing
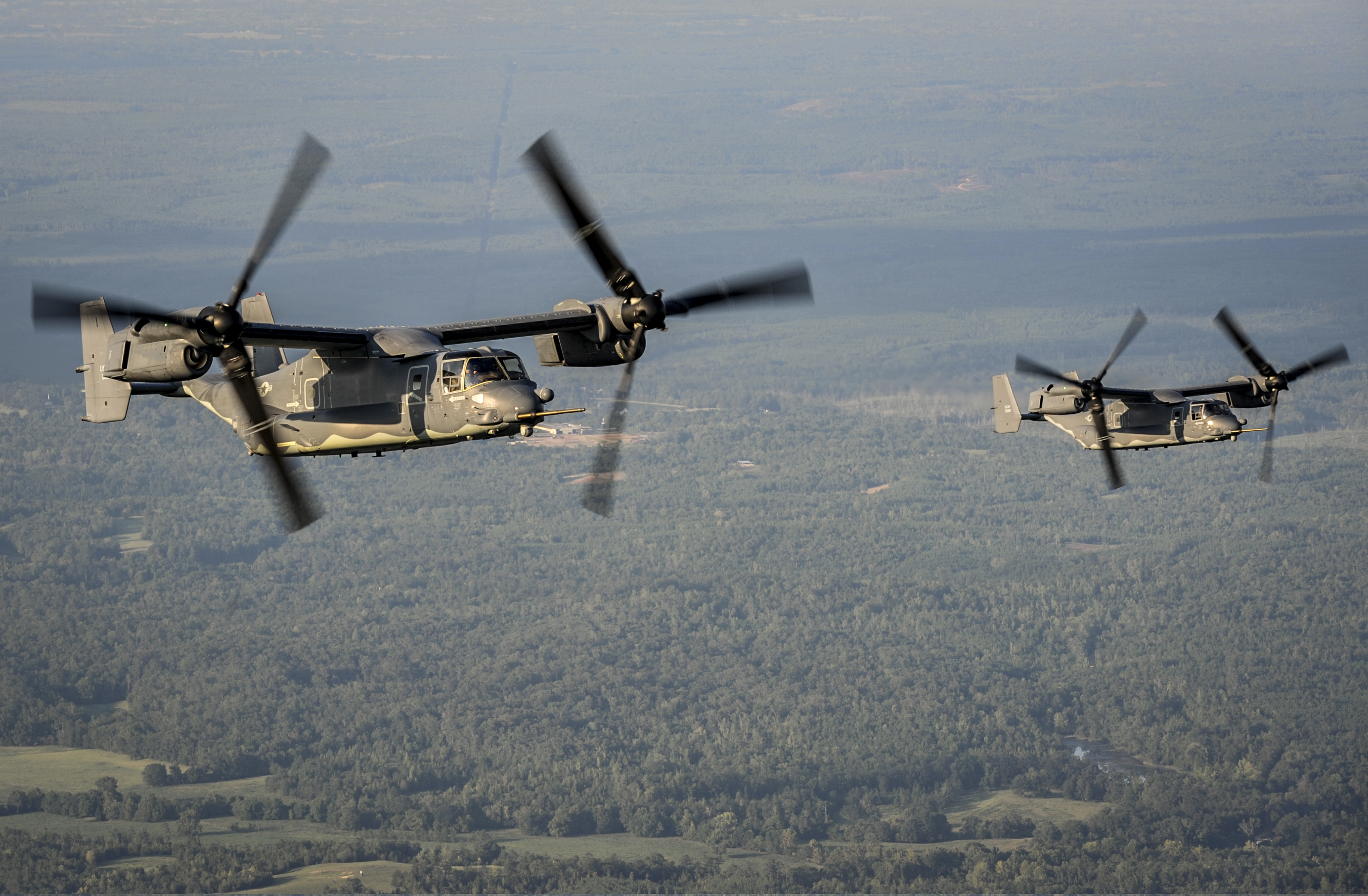
Als vliegtuig, let op de diameter van de rotors